# Binodoxys staryi
Binodoxys staryi är en stekelart som beskrevs av Hagop Haroutune Davidian 2007. Binodoxys staryi ingår i släktet Binodoxys och familjen bracksteklar. Inga underarter finns listade.